# Montazels
Montazels é uma comuna francesa na região administrativa de Occitânia, no departamento de Aude. Estende-se por uma área de 4,39 km². Em 2010 a comuna tinha 566 habitantes (densidade: 128,9 hab./km²).